# Consejo de Ancianos

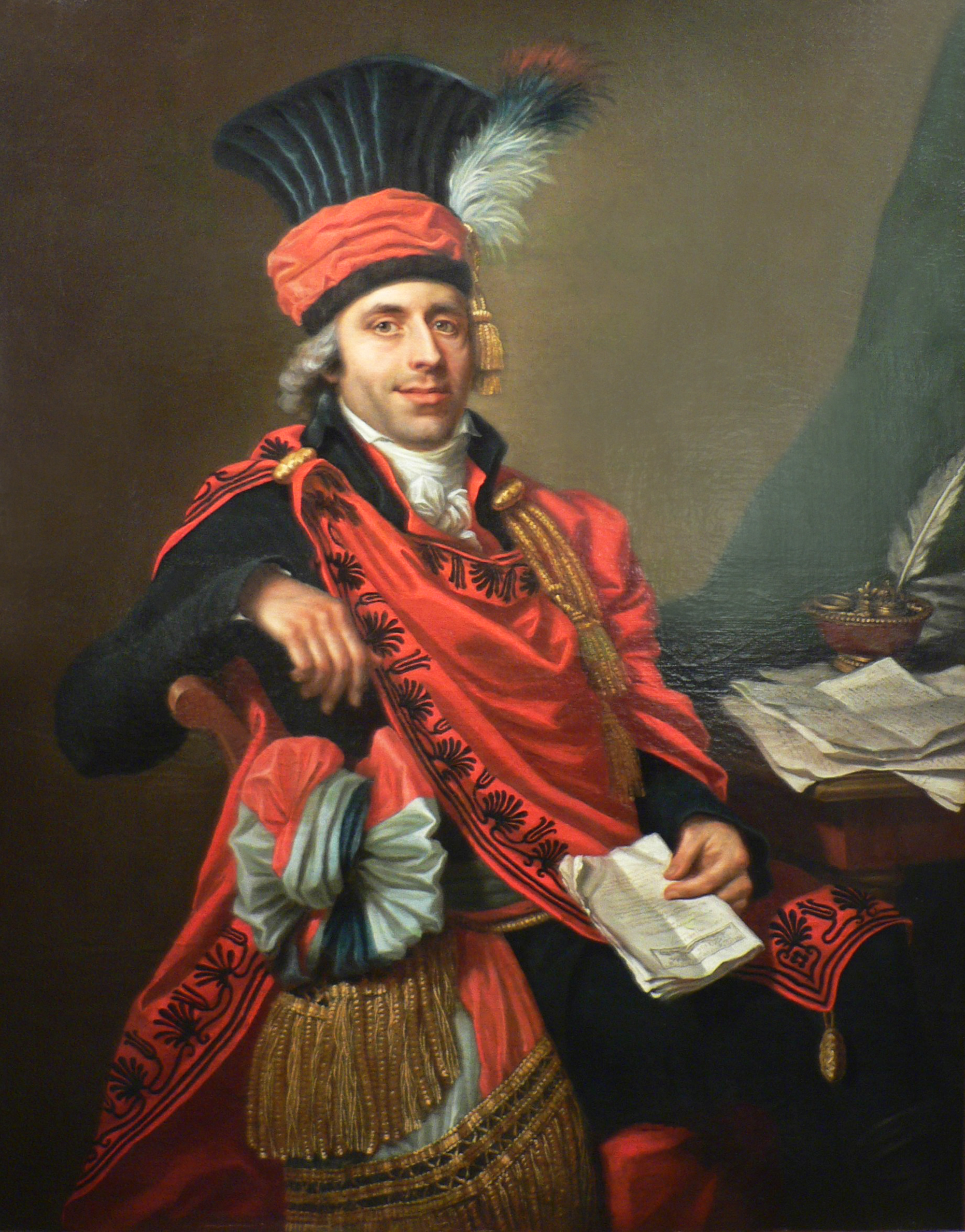
Uniforme tradicional de un miembro del Consejo de Ancianos.

El Consejo de Ancianos (en francés: Conseil des Anciens) fue la Cámara alta legislativa francesa del Directorio que, junto al Consejo de los Quinientos (Cámara baja), fue instituida por la Constitución del año III, adoptada por la Convención termidoriana en agosto de 1795 y efectiva a partir del 23 de septiembre de 1795.

## Atribuciones
El Consejo de Ancianos elegía a los miembros del Directorio y compartía el poder legislativo con el Consejo de Quinientos, cuyas leyes aprobaba o rechazaba. Estaba formado por doscientos cincuenta miembros, que se renovaban por tercios cada año. Debían tener una edad mínima de cuarenta años, estar casados o viudos y llevar domiciliados al menos quince años en la República.
Se reunía en el Palacio de las Tullerías, hasta que en 1799 trasladaron las asambleas al Palacio de Saint-Cloud. Esto facilitó el golpe de Estado de Napoleón del 18 de Brumario, tras el cual el Consejo de Ancianos fue suprimido.